# Štorije in baldorije
Štorije in baldorije je debitantski album slovenskega kantavtorja Iztoka Mlakarja, ki je izšel 5. julija 1992 pri založbi ZKP RTV Slovenija. Leta 2012 je bil v časopisu Dnevnik uvrščen na seznam najboljših slovenskih albumov. 20. februarja 2020 je album izšel tudi na vinilni plošči.

## Seznam pesmi
Vse pesmi in vsa besedila je napisal Iztok Mlakar.
1. »Pepi Žbaradorija« – 4:48
2. »Republika Palma de Cocco« – 4:15
3. »Puntarska« – 2:22
4. »Vandima« – 4:06
5. »Pubi, usidma se« – 2:28
6. »Karlo Špacapan« – 4:26
7. »Beštija« – 4:58
8. »Štefana in Bertolin« – 5:31
9. »En glaž vina mi dej« – 2:59

## Sodelujoči
- Iztok Mlakar — vokal
- David Šuligoj — vsi inštrumenti, priredbe
- Slavko Furlan — oblikovanje ovitka